# Lisa Lutz
Pour les articles homonymes, voir Lutz.
Œuvres principales
Série Les Spellman
Lisa Lutz, née le 13 mars 1970 dans le comté de San Bernardino, est une auteure américaine.

## Biographie
Lisa Lutz a grandi en Californie du Sud. Elle a suivi sa scolarité à l'université de Californie à Santa Cruz, l'université de Californie à Irvine, l'université de Leeds en Angleterre puis enfin à l'université d'État de San Francisco, sans obtenir de diplôme. Après avoir travaillé dans une agence de détectives à San Francisco, Lisa Lutz a enchaîné les petits boulots pendant dix ans. Elle a écrit le scénario de Plan B (2001), un film avec Diane Keaton et Paul Sorvino. Accueilli par l’édition mondiale comme un événement (les droits en ont été vendus dans 22 pays), son premier roman, Spellman & associés (The Spellman Files, 2007), sera adapté à l’écran par la Paramount. Lisa Lutz vit à Santa Monica. Lisa Lutz aime Patricia Highsmith, Dashiell Hammett, George Pelecanos, Vladimir Nabokov, Richard price, David Foster Wallace. Le style de Lisa Lutz : dialogues insolents, situations hilarantes, rythme endiablé. La famille Spellman évolue au fil du temps.

### Série Les Spellman

#### Spellman & associés(trad. Françoise du Sorbier)The Spelman Files(2007)
- Paris : Albin Michel, 2007, 427 p.  (ISBN 978-2-226-17954-8)
- Paris : Le Livre de Poche n° 31021, 06/2008, 444 p.  (ISBN 978-2-253-12456-6)

Résumé :
Qui pourrait résister aux Spellman, la famille la plus sérieusement fêlée de la côte Ouest ? Certainement pas leur fille, Izzy, associée et néanmoins suspecte. Car, pour ces détectives-nés, rien n'est plus excitant que d'espionner, filer, faire chanter... les autres Spellman de préférence.

#### Les Spellman se déchaînent(trad. Françoise du Sorbier)Curse of the Spellmans(2008)
- Paris : Albin Michel, 06/2008, 458 p.  (ISBN 978-2-226-18659-1)
- Paris : Le Livre de poche n° 31394, 06/2009, 480 p.  (ISBN 978-2-253-12799-4)

Résumé :
Le grand retour des Spellman, détectives privés de père (et mère) en fille(s). Chez eux, savoir écouter aux portes est un talent inné, crocheter les serrures, une seconde nature, exercer un chantage, une façon très personnelle de mener des négociations. Le tout au nom de l'amour inconditionnel. Après le succès de " Spellman & Associés ", les nouvelles aventures, toujours aussi déjantées et hilarantes, d'Izzy et de la famille la plus cinglée de San Francisco.

#### La Revanche des Spellman(trad. Françoise du Sorbier)Revenge of the Spellmans(2009)
- Paris : Albin Michel, 06/2010, 440 p.  (ISBN 978-2-226-20856-9)
- Paris : Le Livre de poche n° 32560, 05/2012, 477 p.  (ISBN 978-2-253-16668-9)

Résumé :
La détective privée Izza Spellman est de retour sur le terrain mais aussi sur le divan pour une thérapie sous contrôle judiciaire. Entre séances de psy et enquête difficile elle doit aussi faire face aux comportements suspects des membres de sa famille : son frère David qui revient blessé de prétendues vacances en Italie sa jeune sœur Rae qui ne cesse d'emprunter subrepticement sa voiture ses parents qui manigancent leur retraite. Pour corser le tout Izzy est victime d'un maître chanteur ce qui la pousse à soupçonner successivement tous ses proches.

#### Les Spellman contre-attaquent(trad. Françoise du Sorbier)The Spellmans Strike Again(2010)
- Paris : Albin Michel, 05/2012, 457 p,  (ISBN 978-2-226-24291-4)
- Paris : Le Livre de poche n° 33353, 05/2004, 493 p.  (ISBN 978-2-253-19492-7)

Résumé :
Lisa Lutz continue à détourner les clichés du thriller dans ce nouvel opus vitaminé qui mêle intrigue policière et mésaventures de la très déjantée famille Spellman. Alors que la détective Izzy Spellman mène de front trois enquêtes compliquées, ses parents, confrontés à la crise économique, se demandent s'ils ne doivent pas vendre leur agence pour assurer l'avenir de Rae, leur fille cadette. Cette dernière, toujours aussi obstinée et de plus en plus rebelle, a maille à partir avec la justice et écope de semaines de service civique. Quant à David, le frère, il essaie de filer le parfait amour avec Maggie l'avocate malgré les interférences de sa turbulente famille. On retrouve également le très raisonnable flic Henry Stone, toujours aussi méticuleux et accro au bio, d'autant plus disposé à aider Izzy dans ses enquêtes qu'il tente de rentrer dans ses bonnes grâces (elle ne lui a pas pardonné de l'avoir repoussée à la fin du dernier épisode).

#### Rien ne va plus chez les Spellman!(trad. Françoise du Sorbier)Trail of the Spellmans(2012)
- Paris : Albin Michel, 06/2014, 464 p.  (ISBN 978-2-226-25818-2)

Résumé :
Rien ne va vraiment plus chez les Spellman, la dynastie de détectives privés la plus déjantée de San Francisco : Madame mère déserte le foyer sous des prétextes louches… Monsieur semble cacher quelque chose… Rae, leur fille cadette, passe son temps à enlacer les arbres… Sydney, leur petite fille, ne dit qu’un seul mot : « Banane »… Grand-mère va voir les films de Morgan Freeman avec un ex-taulard… N’étaient ses relations avec son ex nº13, on pourrait penser qu’Izzie, leur fille aînée, est enfin rentrée dans les normes.  Ce qui n’est pas le cas des enquêtes en cours chez Spellman & Associés, plus dingues que jamais !

#### Spellman Six: The Next Generation(2014)
- Roman pas encore traduit en français

### Autres romans
- Heads You Lose (avec David Hayward) (2011) - Roman pas encore traduit en français
- How to Start a Fire (2015) - Roman pas encore traduit en français
- Elles (The Passenger, 2016) / trad. Françoise Du Sorbier. Paris : Éd. du Masque, coll. "Grand format", 03/2018, 300 p.  (ISBN 978-2-7024-4651-5) Lorsqu'elle retrouve le corps de son mari, en bas des escaliers, Tanya Dubois prend la fuite. Prête à tout pour protéger le mystère qui l'entoure, elle n'en est pas à sa première cavale. Sur son chemin, elle croise Blue, une jeune femme troublante et instable qui ne tarde pas à repérer les failles dans son mensonge.
- The Swallows (2019)
- The Accomplice (2022)

## Filmographie
- 2001 : Plan B (Plan B). Réal. Greg Yaitanes. Scén. Lisa Lutz. Avec : Frank Pellegrino (en), Paul Sorvino, Anthony DeSando, Diane Keaton.

## Prix et nominations

### Nominations
- Prix Anthony 2008 du meilleur premier roman pour The Spellman Files[2]
- Prix Barry 2008 du meilleur premier roman pour The Spellman Files[3]
- Prix Macavity 2008 du meilleur premier roman pour The Spellman Files[4]
- Prix Dilys 2008 pour The Spellman Files[5]
- Prix Edgar-Allan-Poe 2009 du meilleur roman pour Curse of the Spellmans[6]
- Prix Macavity 2009 du meilleur roman pour Curse of the Spellmans[4]
- Prix Lefty 2013 du meilleur roman pour Trail of the Spellmans[7]
- Prix Lefty 2014 du meilleur roman pour The Last Word[7]